# 王様のプロポーズ
『王様のプロポーズ』（おうさまのプロポーズ）は、橘公司による日本のライトノベル。略称は「王プロ」。イラストはつなこが担当している。富士見ファンタジア文庫（KADOKAWA）より2021年9月から刊行されている。
メディアミックスとして、栗尾ねもによるコミカライズが『ガンガンONLINE』（スクウェア・エニックス）のアプリ版にて2023年2月24日から連載中。

## あらすじ
本作の世界は、平均300時間に一度は滅亡の危機に瀕していた。魔術師は、世界を滅ぼしうる存在滅亡因子を討滅することによって、裏で世界を救い続けていた。
第1巻
世界最強の魔術師久遠崎彩禍は、あるとき何者かによる襲撃を受け、重傷を負う。その場面に遭遇し、彩禍に一目惚れした少年玖珂無色は、同じ襲撃者によって負傷するが、彩禍の融合術式で彼女の身体と力を引き継ぎ、一命を取り留める。
そのため融合後の無色は、普段は彩禍の姿だが、精神状態に伴って魔力の放出量が極端に変化すると、元の無色の姿に戻ってしまい、魔力供給が必要になる不安定な状態となっていた。無色は、彩禍の従者を名乗る烏丸黒衣の協力で、無色にとって有り余る彩禍の力の制御を覚えるために、なおかつ現在の自分と彩禍の状態がバレないように、彩禍が学園長を務める魔術師養成機関空隙の庭園に、彩禍の姿と無色の姿の両方で生徒として通い始める。

## 登場人物
声の項はPVの声優。

### 空隙の庭園
玖珂 無色（）
声 - 内山昂輝
本作の主人公。彩禍の身体と力を引き継いだ少年。
本作のプロトタイプの執筆時点では、無色の設定は固まっておらず、『デート・ア・ライブ』の五河士道と似通ってしまったため、『蒼穹のカルマ』のエッセンスを多少入れながら突飛なものとして設定された。
久遠崎 彩禍（）
声 - 高橋李依
本作のヒロイン。極彩の魔女の異名を持つ、世界最強の魔術師。魔術師養成機関〈空隙の庭園〉の学園長。
つなこは、当初は彩禍の姿になった無色のデザインは本物の彩禍のデザインと髪色などを少し変えることを想定していたが、読後に必要ないと判断した。
烏丸 黒衣（）
声 - 加隈亜衣
彩禍の従者と名乗る、黒髪の美少女。無色と彩禍が合体していることを知る人物であるほか、突飛な言動をする無色へのツッコミ役を担う。
不夜城 瑠璃（）
声 - 東山奈央
無色の妹。〈空隙の庭園〉の生徒で、〈騎士団〉の一員でもあるツインテールの美少女。彩禍と兄の無色を偏愛している。
橘は瑠璃について『デート・ア・ライブ』にはいなかったタイプのキャラクターだとしている。
アンヴィエット・スヴァルナー
〈空隙の庭園〉の教師の男性で、〈騎士団〉の一員。彩禍に対しての態度は乱暴だが、教師としては生徒のことを考えた方針をとっている。
エルルカ・フレエラ
声 - 井澤詩織
〈空隙の庭園〉の医療部の責任者で、〈騎士団〉の一員である女性。外見は幼いが、彩禍に次ぐ古参の魔術師。

### 影の楼閣
鴇嶋 喰良（）
声 - ファイルーズあい
魔術師専用動画サイトで人気の動画配信者。
紫苑寺 暁星翁（）
影の楼閣の学園長。

### 虚の箱舟
不夜城 青緒（）
不夜城当主にして魔術師養成機関〈虚の箱舟〉の学園長。
不知火 浅葱（）
〈虚の箱舟〉の生徒で風紀委員。

## 作風
本作のジャンルは、現実世界をベースに、魔術学校の存在する世界を舞台としたローファンタジー。当初はハイファンタジーにする構想もあったが、作品の広がりや地続き感を考慮してローファンタジーになった。
橘は、魔術学校が世界に存在する作品には、社会的評価やランク付けについて描くことのできる、魔術が世界で知れ渡っている世界と、自分たちだけが世界の真実を知っている特別感を描くことのできる、魔術もそれをあつかう学校も完全に秘匿されている世界と、大きく区別して2種類あることを述べ、本作は後者に寄せつつ前者の利点も取り入れるよう心がけている。
橘は知人の作家の「橘さんの武器は、軽い読み口で 読ませて、最後にエモい路線に持っていくこと」という意見を受けて、本作では主人公をはじめ意識的にシリアスとコメディのバランスをとるよう執筆した。

## 制作背景
本作は、橘の前作『デート・ア・ライブ』と同様のスタッフによって制作された。構想については、『デート・ア・ライブ』の17巻、18巻を製作していたころから立てていたものである。『デート・ア・ライブ』が大々的に展開されたこともあって、橘は本作の製作にあたって『デート・ア・ライブ』以上のプレッシャーを感じていたという。
最初は男と女のダブル主人公という設定で、紆余曲折を経て男女が合体した主人公になった。橘は主人公とヒロインの絡みが描けなくなることを危惧したが、第1巻の終盤で提示したシーンと設定を思いついたことで、問題を解消した。
タイトルについては、橘は「無色と極彩」や「世界王」なども候補としていたが、担当編集が「プロポーズ」を強く推して現在のものになった。

## 反響・評価
2021年度上半期KADOKAWA紙本ライトノベル新作初速売り上げ第1位を記録した。
ラノベニュースオンラインアワード2021年9月刊では、本作の第1巻が新作部門で選出された。「次にくるライトノベル大賞2021」では総合部門で11位、書き下ろし新作部門で3位、「次にくるライトノベル大賞2022」では文庫部門で6位をそれぞれ獲得している。
柿崎憲は『このライトノベルがすごい！2022』で本作について、場合によっては重くシリアスな話になりそうな設定だが、ギャグを交えて軽快に話を進めていく様子が『デート・ア・ライブ』のタッグらしいと評した。

## 既刊一覧

### 小説
- 橘公司（著）・つなこ（イラスト）、KADOKAWA〈富士見ファンタジア文庫〉、既刊8巻（2025年8月20日現在）
  - 『王様のプロポーズ 極彩の魔女』2021年9月20日初版発行（9月18日発売[14]）、ISBN 978-4-04-074075-1
  - 『王様のプロポーズ2 鴇羽の悪魔』2022年4月20日初版発行（同日発売[15]）、ISBN 978-4-04-074076-8
  - 『王様のプロポーズ3 瑠璃の騎士』2022年9月20日初版発行（9月16日発売[16]）、ISBN 978-4-04-074686-9
  - 『王様のプロポーズ4 黄金の神子』2023年4月20日初版発行（同日発売[17]）、ISBN 978-4-04-074880-1
  - 『王様のプロポーズ5 真赭の賢者』2023年9月20日初版発行（同日発売[18]）、ISBN 978-4-04-075105-4
  - 『王様のプロポーズ6 銀灰の妖精』2024年4月20日初版発行（4月19日発売[19]）、ISBN 978-4-04-075342-3
  - 『王様のプロポーズ7 烏黒の従者』2024年12月20日初版発行（同日発売[20]）、ISBN 978-4-04-075626-4
  - 『王様のプロポーズ8 薔薇の使徒』2025年8月20日初版発行（同日発売[21]）、ISBN 978-4-04-075942-5

### 漫画
- 橘公司（原作）・栗尾ねも（作画）・獅子唐（構成）・つなこ（キャラクター原案） 『王様のプロポーズ』 スクウェア・エニックス〈ガンガンコミックスONLINE〉、全6巻
  1. 2023年9月20日発売[22][23]、ISBN 978-4-7575-8732-8
  2. 2023年10月12日発売[24]、ISBN 978-4-7575-8856-1
  3. 2024年3月12日発売[25]、ISBN 978-4-7575-9105-9
  4. 2024年8月9日発売[26]、ISBN 978-4-7575-9357-2
  5. 2025年3月12日発売[27]、ISBN 978-4-7575-9743-3
  6. 2025年3月12日発売[28]、ISBN 978-4-7575-9744-0

## 関連企画
第1巻の発売記念として、本作と『デート・ア・ライブ』がコラボした大規模広告がJR町田駅にて掲出された。2021年10月にはスペシャルPVが公開され、同月30日には初恋の日にちなんで「初恋応援ボイス」が公開された。第2巻発売前のカウントダウン企画として、2022年3月から毎週金曜日に「ヒロイン告白PV」が順次公開された。